# Christian Maicon Hening
Christian Maicon Hening, voetbalnaam Chris (Blumenau, 25 augustus 1978) is een Braziliaans voetballer die sinds 2012 onder contract staat bij TSG 1899 Hoffenheim dat uitkomt in de Bundesliga. Hij is een verdediger.

## Carrière
| Seizoen        | Club                | Land      | Competitie                    | Wed. | Goals |
| -------------- | ------------------- | --------- | ----------------------------- | ---- | ----- |
| 2001           | Coritiba FC         | Brazilië  | Campeonato Brasileiro Série A | 17   | 0     |
| 2002           | SC Internacional    | Brazilië  | Brasileiro Série A            | 14   | 2     |
| 2002/03        | FC St. Pauli        | Duitsland | 2. Bundesliga                 | 13   | 3     |
| 2003/04        | Eintracht Frankfurt | Duitsland | 2. Bundesliga                 | 25   | 3     |
| 2004/05        | Eintracht Frankfurt | Duitsland | 2. Bundesliga                 | 20   | 2     |
| 2005/06        | Eintracht Frankfurt | Duitsland | Bundesliga                    | 22   | 2     |
| 2006/07        | Eintracht Frankfurt | Duitsland | Bundesliga                    | 13   | 0     |
| 2007/08        | Eintracht Frankfurt | Duitsland | Bundesliga                    | 10   | 1     |
| 2008/09        | Eintracht Frankfurt | Duitsland | Bundesliga                    | 19   | 0     |
| 2009/10        | Eintracht Frankfurt | Duitsland | Bundesliga                    | 29   | 1     |
| 2010/11        | Eintracht Frankfurt | Duitsland | Bundesliga                    | 7    | 2     |
| 2011/12        | VfL Wolfsburg       | Duitsland | Bundesliga                    | 8    | 1     |
| 2012/13        | TSG 1899 Hoffenheim | Duitsland | Bundesliga                    | 0    | 0     |
| Totaal         | Totaal              | Totaal    | Totaal                        | 197  | 17    |
| Bijgewerkt tot | 20 november 2012    |           |                               |      |       |